# Gino Quilico
Gino Quilico (New York, 29 aprile 1955) è un baritono canadese di origini italiane.

## Biografia
Figlio d'arte (suo padre era il baritono Louis Quilico), ha debuttato nel 1977 a Toronto in The Medium di Giancarlo Menotti.
Nel 1988 è Marcello ne La bohème (film 1988).
Nel 1988 è stato nominato Artista dell'Anno dal Canadian Music Council e nel 1993 è stato insignito del titolo di Officer of the Order of Canada per i suoi meriti artistici. Nel 1995 ha vinto il Grammy Award per la sua partecipazione alla registrazione di Les Troyens di Berlioz (Decca Records).
È specializzato nei repertori francese e italiani. È stato acclamato in prestigiosi teatri (La Scala, Covent Garden, Metropolitan Opera, Vienna Staatsoper, Paris Opera e Bayerische Staatsoper) e diretto da grandi maestri quali Seiji Ozawa, Herbert Von Karajan, Riccardo Chailly, James Levine, Lorin Maazel, Zubin Mehta, John Pritchard, Michel Plasson.

## Discografia
- Berlioz: Les Troyens - Deborah Voigt/Françoise Pollet/Gary Lakes/Chœur & Orchestre symphonique de Montréal/Charles Dutoit, 1994 Decca - Grammy Award for Best Opera Recording 1996
- Bizet, Carmen - Karajan/Baltsa/Carreras/van Dam, 1983 Deutsche Grammophon
- Adeste Fideles: Christmas Music from Around the World - Judy Loman/Gino Quilico/Louis Quilico/Toronto Children's Chorus/Jean Ashworth Bartle/Toronto Symphony Orchestra, 2008 CBC
- Serata d'amore: Famous Italian Love Songs - Gino Quilico, 2013 Groupe Analekta
- Secrets of Christmas - Gino Quilico, 2015 Groupe Analekta
- Magnificat - Gino Quilico/Jacques Boucher/Caroline Milot, 2013 Société métropolitaine du disque
- Noël - Gino Quilico, 2002 Pgc
- Hendricks: Operetta Arias & Duets - Barbara Hendricks, 1992/1994 EMI Warner

## DVD
- Bizet: Carmen (Royal Opera House, 1991) - Zubin Mehta, Arthaus Musik
- Puccini: La bohème (San Francisco Opera, 1988) - Mirella Freni/Luciano Pavarotti/Gino Quilico/Nicolai Ghiaurov/Italo Tajo, Arthaus Musik
- Rossini: Il Barbiere di Siviglia (Schwetzingen Festival, 1988) - Cecilia Bartoli/Gino Quilico/Robert Lloyd, Arthaus Musik
- Rossini: La Cenerentola (Salzburg Festival, 1988) - Ann Murray/Francisco Araiza/Gino Quilico/Walter Berry/Riccardo Chailly, Arthaus Musik
- Verdi, Rigoletto - Levine/Pavarotti/Eda-Pierre, 1982 Decca